# Jean-Louis Cazaux
Jean-Louis Gabriel Cazaux, né à Tarbes le 26 décembre 1960, est un auteur de livres sur les jeux de société et un auteur de jeux. Spécialiste de l'histoire des jeux de stratégie, et notamment des différents jeux d'échecs du monde. 

## Biographie
Il est membre du collectif d'auteurs de jeu de société : Le MALT, Mouvement des Auteurs Ludiques Toulousains. 

### Livres
Il est l'auteur de plusieurs livres :
- Guide des échecs exotiques et insolites, Éditions Chiron, 2000  (ISBN 2-7027-0628-2)
- L'Univers des échecs (coécrit avec Pascal Reysset), Éditions Bornemann, 2000  (ISBN 285182631X)
- Du senet au backgammon, les Jeux de parcours, Éditions Chiron, 2003  (ISBN 2-7027-1010-7)
- Les Jeux de dés (avec Michel Criton), POLE, 2007  (ISBN 284884055-2)
- Petite histoire des échecs, POLE, 2009  (ISBN 2848840986 et 978-2848840987)
- L’Odyssée des jeux d’échecs, PRAXEO, 2010  (ISBN 2-9520472-8-6)
- Traité pratique de métamachie, pionissimo, 2012  (ISBN 978-2-9541313-0-6)
- Les jeux de parcours à travers les siècles et les continents, pionissimo, 2012  (ISBN 978-2-9541313-1-3)

En anglais :
- The Anatomy Of Chess (avec Gerhard Josten et Myron Samsin), Thema Schach, Band 8, Promos-Verlag GmbH  (ISBN 3-88502-028-9)[1]
- A World of Chess: Its Development and Variations through Centuries and Civilizations (avec Rick Knowlton), Mc Farland, 2017  (ISBN 978-0786494279)

### Autres publications
- Is Chess a Hybrid Game? (IGK Symposium, Amsterdam, 2001)
- We played Liubo last night ! (Abstract Games Magazine, Issue 15 Autumn 2003)[2]
- Échec et mad ! (Vox Ludi, mars-avril 2004)
- Qui a inventé les jeux de cartes ? (Vox Ludi, juillet-août 2004)
- II règles pour jouer comme les Romains (Vox Ludi, septembre-octobre 2004)
- Échecs et chaturanga : la fin d'un mythe (Site Praxeo, la passion des jeux, novembre 2010)[3]
- Les Jeux d'échecs au Moyen Âge, ou la quête du jeu parfait. (Histoire et Images médiévales no 28, février-mars-avril 2012)[4]
- La Rithmomachie, jeu des philosophes ou des mathématiciens ? (Histoire et Images médiévales no 28, février-mars-avril 2012)

Jean-Louis Cazaux a été conférencier invité au Championnat de France des échecs de Pau en août 2012.

## Ludographie
Jean-Louis Cazaux est l'inventeur de plusieurs jeux:
- Ovalia: un jeu de cartes (par combinaison) inspiré par le rugby[6].
- Plusieurs variantes échiquéennes parmi lesquelles:
  - Shako: un jeu d'échecs sur 10x10 cases[7].
  - Rollerball (en): où les pièces s'affrontent en tournant sur une piste circulaire (comme dans le film du même nom).
  - La Métamachie: "au-delà des échecs", sur 12x12 cases avec 12 types de pièces[8].

Ces jeux sont jouables en lignes sur la plateforme Jocly.
- GeoXpert: un jeu de cartes (par alignement) où chaque carte représente l'un des 197 pays du monde[9].
- Ecliptic: un tactique mêlant cartes d'inspiration astrologique.
- K6T: le jeu de cartes classique augmenté à six suites de 20 cartes chacune.